# Eugène Constant Joseph César Gossuin
Eugéne Constant Joseph César Gossuin, né le 12 mars 1758 à Avesnes et mort le 9 avril 1827 à Paris, est un homme politique français.

## Biographie
Il est le frère de Louis Marie Joseph Gossuin.
Maire de sa ville natale en 1781, membre de la commission départementale du Nord en 1790, Eugène Constant Joseph César Gossuin est élu député à l'Assemblée législative (1791), réélu député à la Convention par le département du Nord (1792). Absent lors du procès de Louis XVI (1793), il passe le plus clair de son temps en mission à l'Armée du Nord et présente plusieurs rapports sur la défection de Charles François Dumouriez.

### Sous le Directoire
Élu député au Conseil des Cinq-Cents par le département du Nord, il est un partisan actif du coup d'État du 18 brumaire an VIII (9 novembre 1799).

### Sous le Consulat et le Premier Empire
Élu au corps législatif sous le Consulat, il est l'un des cinq Administrateurs généraux des forêts nommés en 1801. Il figure comme député du Nord à la Chambre des Cents-Jours.
Ses Aperçus historiques dans la Bibliothèque historique lui valent en 1820 une condamnation à un an de prison.

## Décès
Il meurt le 13 avril 1827 à Paris et il est inhumé au cimetière du Père-Lachaise. Son cœur est déposé à Bas-Lieu à la Jonquière dans un cénotaphe de pierre bleue. Plus tard la société archéologique d'Avesnes fait transférer le cœur dans un coffret de plomb, le monument se trouve à l'Institut Villien d'Avesnes-sur-Helpe.
L'une des rues de sa ville natale porte son nom depuis 1912.

## Sources
- « Eugène Constant Joseph César Gossuin », dans Adolphe Robert et Gaston Cougny, Dictionnaire des parlementaires français, Edgar Bourloton, 1889-1891 [détail de l’édition]
- Fiche sur Assemblée nationale